# Louise Versavel
Louise Versavel (29 april 1995) is een Belgisch hockeyspeelster. 

## Levensloop
Versavel is aangesloten bij Braxgata. 
Daarnaast is ze actief bij het Belgisch hockeyteam. In deze hoedanigheid nam ze onder meer deel aan de wereldkampioenschappen van 2014, 2018 en 2022.